# Franz Jetzinger
Franz Jetzinger ( 3 de diciembre de 1882, Ranshofen, Alta Austria - † 19 de marzo de 1965 en Ottensheim en Alta Austria) fue un jesuita, funcionario político, y escritor austríaco.  Fue conocido como autor del libro "Juventud Hitleriana".

## Vida y Obra
Jetzer se graduó después de asistir a la escuela secundaria en la Facultad de Teología de la Universidad de Salzburgo . Luego se convirtió en un sacerdote jesuita y profesor de la Facultad de Filosofía y Teología en Linz. En este contexto,  visitó Palestina en 1908.
Desde 1914 Jetzinger participó en la Primera Guerra Mundial, en parte, como capellán. Después de 1918 siguió una intensa actividad política: primero en alemán del Partido Popular (Circunscripción Ried), entonces, en 1919, el Partido Social Demócrata . De 1919 a febrero de 1934, Jetzinger fue diputado demócrata social en el parlamento (circunscripción Innviertel ). De 1920 a 1930 se desempeñó como editor de la Tageblatt. El 14 de febrero de 1921 fue excomulgado de la Iglesia Católica. En 1930 fue administrador del distrito, administrador del distrito en 1932 en su reemplazo y un miembro del Gobierno de Austria Alta en Linz.
Después de la prohibición de la aceptación del cliente el 12 de febrero de 1934 Jetzinger bajo Dollfuss Socialista cinco semanas en detención. Luego trabajó como ejecutivo de seguros en el Ayuntamiento de Viena. 1935 de reentrada en la Iglesia Católica y el empleo como bibliotecario oficial en la biblioteca de investigación en Linz. Como miembro del Gobierno regional de Alta Austria Austria preocupados militares registros Jetzinger de Hitler - incluidos los detalles de su detención, el estado de los vuelos en 1914 se incluyeron en - y los mantuvo en 1945 en su ático para ocultar. los intentos de Hitler, el documento de compromiso después de su invasión de Austria en 1938, identificados por la Gestapo para realizar y llevar en sí no. El 22 de 04 1944 fue arrestado por la Gestapo. 1957 escribió Jetzer, el político, Hitler y el sistema nazi que odiaba el libro "Juventud Hitleriana" en el que los documentos de la otra fuera de los registros militares de Hitler, publicado bajo.

## Obras
Juventudes Hitlerianas. Fantasías, la mentira y la verdad . Ed. Europa, Viena 1956a